# Iker Lecuona
Iker Lecuona Gascón (Valencia, España, 6 de enero de 2000) es un piloto de motociclismo español. Desde 2022 participa en el Campeonato Mundial de Superbikes con el equipo Honda HRC tras su paso por el Campeonato del Mundo de Motociclismo. En el Gran Premio de España de 2023 y el Gran Premio de los Países Bajos de 2023 de MotoGP reemplazó a Marc Márquez y Joan Mir en el Repsol Honda Team respectivamente, más tarde sustituyó a Álex Rins en el LCR Team.
Es el debutante español más joven en la historia de MotoGP (19 años y 11 meses) y el tercero más joven en disputar un Gran Premio en la «categoría reina» del motociclismo solamente por detrás de John Hopkins (18 años y 11 meses) y Michel Fabrizio (19 años y 7 meses). También fue vencedor de las 8 Horas de Suzuka con una Honda CBR1000RR en 2022.

## Biografía
EN 2016 Lecuona hizo su debut en el Campeonato del Mundo de Moto2 en sustitución del lesionado Dominique Aegerter en el equipo CarXpert Interwetten para dos carreras, más adelante en la temporada él se reincorporó al equipo como el reemplazo permanente de Aegerter.
En 2017 corrió como piloto titular en el Garage Plus Interwetten; como compañero de equipo de Jesko Raffin. Consiguió sus primeros puntos en el campeonato al terminar en el 14.º lugar en el Gran Premio de Malasia. En esta temporada se vio obligado a perderse los Grandes Premios de Catar, Argentina y las Américas debido a la fractura de clavícula, cúbito y radio ocurrida en los test de pretemporada y el Gran Premio de Francia e Gran Premio de Italia por una nueva fractura de la clavícula ocurrida en la práctica libre del Gran Premio de Francia. Terminó la temporada en la 35.º posición con 2 puntos.
En 2018 se mantuvo en el mismo equipo ahora renombrado Swiss Innovative Investors; utilizando una KTM Moto2, su nuevo compañero de equipo fue el británico Sam Lowes. Consiguió el primer podio de su carrera en el Gran Premio de la Comunidad Valenciana al terminar segundo detrás de Miguel Oliveira. Otros resultados destacados en la temporada fueron un quinto puesto en el Gran Premio de las Américas, un séptimo puesto en el Gran Premio de Tailandia y un octavo puesto en el Gran Premio de Japón donde largo por primera vez desde la primera fila de la parrilla. Terminó la temporada en el 12.º puesto con 80 puntos.
En 2019 el equipo cambió de dueños y pasó a llamarse American Racing KTM, su nuevo compañero de equipo fue el estadounidense Joe Roberts.
El 24 de octubre de 2019 se anunció su salto a MotoGP para la temporada 2020, con el equipo Red Bull KTM Tech 3. El 7 de noviembre de 2019 se anuncia que disputará el último Gran Premio de la temporada 2019, el Gran Premio de la Comunidad Valenciana, en MotoGP sustituyendo al lesionado Miguel Oliveira. Esto le convierte, con 19 años y 11 meses, en el debutante español más joven en MotoGP y el tercero más joven de la historia en disputar una carrera en la categoría reina del motociclismo solamente por detrás de John Hopkins (18 años y 11 meses) y Michel Fabrizio (19 años y 7 meses).

## Resultados

### FIM CEV Repsol Moto2 European Championship

#### Por temporada
| Temp. | Cat.      | Moto        | Equipo                  | Carreras | Victorias | Podios | Poles | V.Ráp. | Pts. | Pos. |
| ----- | --------- | ----------- | ----------------------- | -------- | --------- | ------ | ----- | ------ | ---- | ---- |
| 2015  | CEV Moto2 | Suter       | Swiss Junior Team Moto2 | 4        | 0         | 0      | 0     | 0      | 20   | 18th |
| 2016  | CEV Moto2 | Kalex Honda | Race Experience         | 9        | 0         | 0      | 0     | 0      | 79   | 6th  |
| Total |           |             |                         | 13       | 0         | 0      | 0     | 0      | 99   |      |

#### Por categoría
| Categoría | Temporada | 1.º Carrera  | 1.º Podio | 1.º Victoria | Carreras | Victorias | Podios | Poles | V.Ráp. | Pts | CM |
| --------- | --------- | ------------ | --------- | ------------ | -------- | --------- | ------ | ----- | ------ | --- | -- |
| CEV Moto2 | 2015–2016 | 2015 Navarra |           |              | 13       | 0         | 0      | 0     | 0      | 99  | 0  |
| Total     | 2015–2016 |              |           |              | 13       | 0         | 0      | 0     | 0      | 99  | 0  |

#### Carreras por año
(Carreras en negrita indica pole position, carreras en cursiva indica vuelta rápida)
| Temp. | 1   | 2   | 3     | 4     | 5     | 6     | 7     | 8     | 9     | 10      | 11     | Pos. | Pts. |
| ----- | --- | --- | ----- | ----- | ----- | ----- | ----- | ----- | ----- | ------- | ------ | ---- | ---- |
| 2015  | ALG | ALG | CAT   | ARA   | ARA   | ALB   | NAV 9 | NAV 8 | JER   | VAL Ret | VAL 11 | 18.º | 20   |
| 2016  | VAL | VAL | ARA 7 | ARA 7 | CAT 5 | CAT 6 | ALB 5 | ALG 7 | ALG 5 | JER 7   | VAL 16 | 6.º  | 79   |

### Campeonato del Mundo de Motociclismo

#### Por temporada
| Temp. | Cat.   | Moto  | Equipo                                            | Carreras | Victorias | Podios | Poles | V.Ráp. | Pts. | Pos. |
| ----- | ------ | ----- | ------------------------------------------------- | -------- | --------- | ------ | ----- | ------ | ---- | ---- |
| 2016  | Moto2  | Kalex | CarXpert Interwetten Technomag Racing Interwetten | 6        | 0         | 0      | 0     | 0      | 0    | NC   |
| 2017  | Moto2  | Kalex | Garage Plus Interwetten                           | 13       | 0         | 0      | 0     | 0      | 2    | 35.º |
| 2018  | Moto2  | KTM   | Swiss Innovative Investors                        | 18       | 0         | 1      | 0     | 0      | 80   | 12.º |
| 2019  | Moto2  | KTM   | American Racing KTM                               | 18       | 0         | 1      | 0     | 0      | 90   | 12.º |
| 2019  | MotoGP | KTM   | Red Bull KTM Tech3                                | 1        | 0         | 0      | 0     | 0      | 0    | NC   |
| 2020  | MotoGP | KTM   | Red Bull KTM Tech3                                | 11       | 0         | 0      | 0     | 0      | 27   | 20.º |
| 2021  | MotoGP | KTM   | Tech3 KTM Factory Racing                          | 18       | 0         | 0      | 0     | 0      | 39   | 20.º |
| 2023  | MotoGP | Honda | Repsol Honda Team                                 | 7        | 0         | 0      | 0     | 0      | 0    | 30.º |
| 2023  | MotoGP | Honda | LCR Honda Castrol                                 | 7        | 0         | 0      | 0     | 0      | 0    | 30.º |
| Total | Total  | Total | Total                                             | 92       | 0         | 2      | 0     | 0      | 238  |      |

#### Por categoría
| Categoría | Temporada       | 1.º Gran Premio   | 1.º Podio     | 1.º Victoria | Carreras | Victorias | Podios | Poles | V.Ráp. | Pts | CM |
| --------- | --------------- | ----------------- | ------------- | ------------ | -------- | --------- | ------ | ----- | ------ | --- | -- |
| Moto2     | 2016-2019       | Gran Bretaña 2016 | Valencia 2018 |              | 55       | 0         | 2      | 0     | 0      | 172 | 0  |
| MotoGP    | 2019-2021, 2023 | Valencia 2019     |               |              | 37       | 0         | 0      | 0     | 0      | 66  | 0  |
| Total     | 2016–2021       | 2016–2021         | 2016–2021     | 2016–2021    | 92       | 0         | 2      | 0     | 0      | 238 | 0  |

#### Carreras por año
(Carreras en negrita indica pole position, carreras en cursiva indica vuelta rápida)
| Año  | Cat.   | Moto  | 1       | 2       | 3       | 4       | 5       | 6       | 7       | 8       | 9       | 10     | 11     | 12      | 13      | 14      | 15      | 16      | 17      | 18      | 19      | 20  | Pos. | Pts. |
| ---- | ------ | ----- | ------- | ------- | ------- | ------- | ------- | ------- | ------- | ------- | ------- | ------ | ------ | ------- | ------- | ------- | ------- | ------- | ------- | ------- | ------- | --- | ---- | ---- |
| 2016 | Moto2  | Kalex | QAT     | ARG     | AME     | SPA     | FRA     | ITA     | CAT     | NED     | GER     | AUT    | CZE    | GBR 19  | RSM 21  | ARA     | JPN Ret | AUS Ret | MAL 22  | VAL 24  |         |     | NC   | 0    |
| 2017 | Moto2  | Kalex | QAT     | ARG     | AME DNS | SPA Ret | FRA DNS | ITA     | CAT 24  | NED 23  | GER 21  | CZE 19 | AUT 21 | GBR Ret | RSM Ret | ARA 21  | JPN 17  | AUS 20  | MAL 14  | VAL 18  |         |     | 35.º | 2    |
| 2018 | Moto2  | KTM   | QAT Ret | ARG 11  | AME 5   | SPA 9   | FRA Ret | ITA 13  | CAT 10  | NED 16  | GER 19  | CZE 13 | AUT 10 | GBR C   | RSM 19  | ARA 14  | THA 7   | JPN 8   | AUS Ret | MAL Ret | VAL 2   |     | 12.º | 80   |
| 2019 | Moto2  | KTM   | QAT Ret | ARG 4   | AME Ret | SPA 10  | FRA 9   | ITA Ret | CAT Ret | NED 15  | GER Ret | CZE 10 | AUT 8  | GBR 11  | RSM 21  | ARA 7   | THA 3   | JPN Ret | AUS 7   | MAL 6   |         |     | 12.º | 90   |
| 2019 | MotoGP | KTM   |         |         |         |         |         |         |         |         |         |        |        |         |         |         |         |         |         |         | VAL Ret |     | NC   | 0    |
| 2020 | MotoGP | KTM   | QAT C   | SPA Ret | AND Ret | CZE Ret | AUT 9   | EST 10  | RSM 14  | ERM Ret | CAT 14  | FRA 15 | ARA 14 | TER 9   | EUR     | VAL WD  | POR     |         |         |         |         |     | 20.º | 27   |
| 2021 | MotoGP | KTM   | QAT 17  | DOH Ret | POR 15  | SPA 17  | FRA 9   | ITA 11  | CAT Ret | GER 17  | NED Ret | EST 15 | AUT 6  | GBR 7   | ARA 11  | RSM Ret | AME 16  | ERM Ret | ALG Ret | VAL 15  |         |     | 20.º | 39   |
| 2023 | MotoGP | Honda | POR     | ARG     | AME     | SPA 16  | FRA     | ITA     | GER     | NED Ret | GBR 17  | AUT 20 | CAT 16 | RSM     | IND     | JPN     | INA     | AUS     | THA     | MAL 16  | QAT Ret | VAL | 30.º | 0    |

### Campeonato Mundial de Superbikes

#### Por temporada
| Temp. | Motocicleta       | Equipo    | Carreras | Victorias | Podios | Poles | V.Rap. | Pts. | Pos.  |
| ----- | ----------------- | --------- | -------- | --------- | ------ | ----- | ------ | ---- | ----- |
| 2022  | Honda CBR1000RR-R | Team HRC  | 30       | 0         | 1      | 1     | 0      | 189  | 9.º   |
| 2023  | Honda CBR1000RR-R | Team HRC  | 35       | 0         | 0      | 0     | 0      | 143  | 13.º  |
| 2024  | Honda CBR1000RR-R | Team HRC  | 29       | 0         | 1      | 0     | 0      | 134  | 12.º  |
| 2025  | Honda CBR1000RR-R | Honda HRC | 6        | 0         | 0      | 0     | 0      | 34*  | 13.º* |
| Total | Total             | Total     | 100      | 0         | 2      | 1     | 0      | 500  |       |

- * Temporada en curso.

#### Carreras por año
(Carreras en negrita indica pole position, carreras en cursiva indica vuelta rápida)
| Año  | Moto  | 1       | 1       | 1       | 2      | 2      | 2       | 3       | 3      | 3       | 4      | 4     | 4     | 5      | 5      | 5       | 6       | 6      | 6       | 7       | 7      | 7      | 8     | 8       | 8      | 9      | 9      | 9      | 10     | 10    | 10    | 11      | 11      | 11      | 12    | 12      | 12      | Pos.  | Pts. |
| Año  | Moto  | R1      | CS      | R2      | R1     | CS     | R2      | R1      | CS     | R2      | R1     | CS    | R2    | R1     | CS     | R2      | R1      | CS     | R2      | R1      | CS     | R2     | R1    | CS      | R2     | R1     | CS     | R2     | R1     | CS    | R2    | R1      | CS      | R2      | R1    | CS      | R2      | Pos.  | Pts. |
| ---- | ----- | ------- | ------- | ------- | ------ | ------ | ------- | ------- | ------ | ------- | ------ | ----- | ----- | ------ | ------ | ------- | ------- | ------ | ------- | ------- | ------ | ------ | ----- | ------- | ------ | ------ | ------ | ------ | ------ | ----- | ----- | ------- | ------- | ------- | ----- | ------- | ------- | ----- | ---- |
| 2022 | Honda | SPA 6   | SPA 8   | SPA 10  | NED 5  | NED 5  | NED 3   | POR 6   | POR 4  | POR 6   | ITA 9  | ITA 5 | ITA 5 | GBR 8  | GBR 7  | GBR 10  | CZE 8   | CZE 7  | CZE Ret | FRA 9   | FRA 11 | FRA 10 | SPA 6 | SPA Ret | SPA 8  | POR 11 | POR 12 | POR 22 | ARG 4  | ARG 6 | ARG 7 | INA DNS | INA DNS | INA DNS | AUS   | AUS     | AUS     | 9.º   | 189  |
| 2023 | Honda | AUS 6   | AUS 8   | AUS 6   | INA 12 | INA 16 | INA 9   | NED Ret | NED 11 | NED Ret | SPA 6  | SPA 4 | SPA 9 | ITA 8  | ITA NC | ITA DNS | GBR Ret | GBR 13 | GBR 14  | ITA Ret | ITA 13 | ITA 10 | CZE 5 | CZE 10  | CZE 12 | FRA 14 | FRA 12 | FRA 11 | SPA 10 | SPA 6 | SPA 6 | POR 8   | POR 5   | POR 7   | SPA 9 | SPA 13  | SPA 16  | 13.º  | 143  |
| 2024 | Honda | AUS DNS | AUS WD  | AUS WD  | BAR 13 | BAR 21 | BAR Ret | NED WD  | NED WD | NED WD  | MIS 10 | MIS 7 | MIS 9 | GBR 13 | GBR 17 | GBR 14  | CZE Ret | CZE 14 | CZE 10  | POR 12  | POR 14 | POR 13 | FRA 6 | FRA 7   | FRA 10 | ITA 4  | ITA 5  | ITA 6  | ARA 6  | ARA 7 | ARA 8 | EST 3   | EST 8   | EST Ret | SPA 5 | SPA Ret | SPA DNS | 12.º  | 134  |
| 2025 | Honda | AUS DNS | AUS DNS | AUS DNS | POR 11 | POR 9  | POR 8   | NED 5   | NED 14 | NED 7   | ITA    | ITA   | ITA   | CZE    | CZE    | CZE     | MIS     | MIS    | MIS     | GBR     | GBR    | GBR    | HUN   | HUN     | HUN    | FRA    | FRA    | FRA    | ARA    | ARA   | ARA   | EST     | EST     | EST     | SPA   | SPA     | SPA     | 13.º* | 34*  |

- * Temporada en curso.